# Александров, Николай Васильевич (педагог)
Николай Васильевич Александров (1 января 1922 года—9 июня 1980 года) — советский и российский учёный-физик, педагог, член-корреспондент АПН СССР (1968).

## Биография
Родился 1 января 1922 года в городе Богородск Нижегородской области.
В 1939 году — с отличием окончил среднюю школу и поступил на физико-математический факультет Московского индустриально-педагогического института имени К. Либкнехта.
С июля по октябрь 1941 года — руководил студенческим отрядом по строительству оборонных сооружений в Смоленской области.
В 1942 году — вместе с институтом был эвакуирован в Ойрот-Туру (сейчас это Горно-Алтайск), где закончил 3-й курс и в июле того же года ушел добровольцем на фронт, попав в состав формировавшейся в Ойрот-Туре 56-й гвардейской стрелковой дивизии. Окончив школу радистов, воевал в составе дивизии, был командиром взвода и старшиной батареи. Участвовал в боях на Ленинградском, Западном и 2-м Прибалтийском фронтах. Имел три ранения, каждый раз после выздоровления возвращался в строй.
В 1945 году — продолжил обучение на физико-математическом факультете МГПИ имени В. И. Ленина, а затем продолжил обучение в аспирантуре на кафедре общей и экспериментальной физики (научный руководитель — проф. Н. Н. Малов), и окончив её в 1950 году, начал преподавательскую деятельность.
С 1954 по 1961 годы — декан физико-математического факультета, проректор МГПИ имени В. И. Ленина.
Являясь проректором МГПИ имени В. И. Ленина, в 1961 году руководил слиянием Московского городского педагогического института имени В. И. Потемкина и МГПИ имени В. И. Ленина в один ВУЗ, который стал головным в системе педагогического образования страны, одновременно с преподавательской и общественной деятельностью занимался организацией научной работы в МГПИ, он один из основателей в 1958 году Проблемной радиофизической лаборатории (ПРФЛ) при кафедре общей и экспериментальной физики. Эта научная лаборатория до конца 1980-х годов выполняла работы в интересах безопасности государства.
С 1961 по 1964 годы — начальник ГУВУЗа МП РСФСР.
В 1963 году — присвоено учёное звание профессора.
С 1964 по 1980 годы — первый заместитель министра просвещения РСФСР.
В 1968 году — избран членом-корреспондентом АПН СССР.
Николай Васильевич Александров умер 9 июня 1980 года в Москве.

## Научная деятельность
Являлся организатором системы научно-исследовательских работ на факультетах института по заказам различных министерств СССР и комплексных научно-методических работ по заказу Министерства Просвещения РСФСР, что позволило создать в институте несколько научных школ международного уровня в области гуманитарных и естественных наук.
Автор более 100 научных работ.
Автор (совместно с А. Я. Яшкиным) учебного по курсу физики (Механика); под его редакцией вышли задачники-практикумы по курсу общей физики.

## Награды
- два ордена Трудового Красного Знамени
- Орден «Знак Почёта»
- две медали «За отвагу»
- Медаль «За боевые заслуги»
- Медаль «За победу над Германией в Великой Отечественной войне 1941—1945 гг.»
- Медаль «За оборону Москвы»